# 前橋地方検察庁
前橋地方検察庁（まえばしちほうけんさつちょう）は、群馬県前橋市にある日本の地方検察庁の一つで、群馬県を管轄している。略称は、前橋地検（まえばしちけん）。
群馬県を管轄しており、前橋市に設置されている本庁のほか、高崎・太田・桐生・沼田に支部を設置している。

## 所在地
- 本庁 - 前橋市大手町三丁目2番1号
- 高崎支部 - 高崎市高松町26番地5
- 太田支部 - 太田市浜町17番2号
- 桐生支部 - 桐生市相生町2丁目371番地2
- 沼田支部 - 沼田市東倉内町569番地4

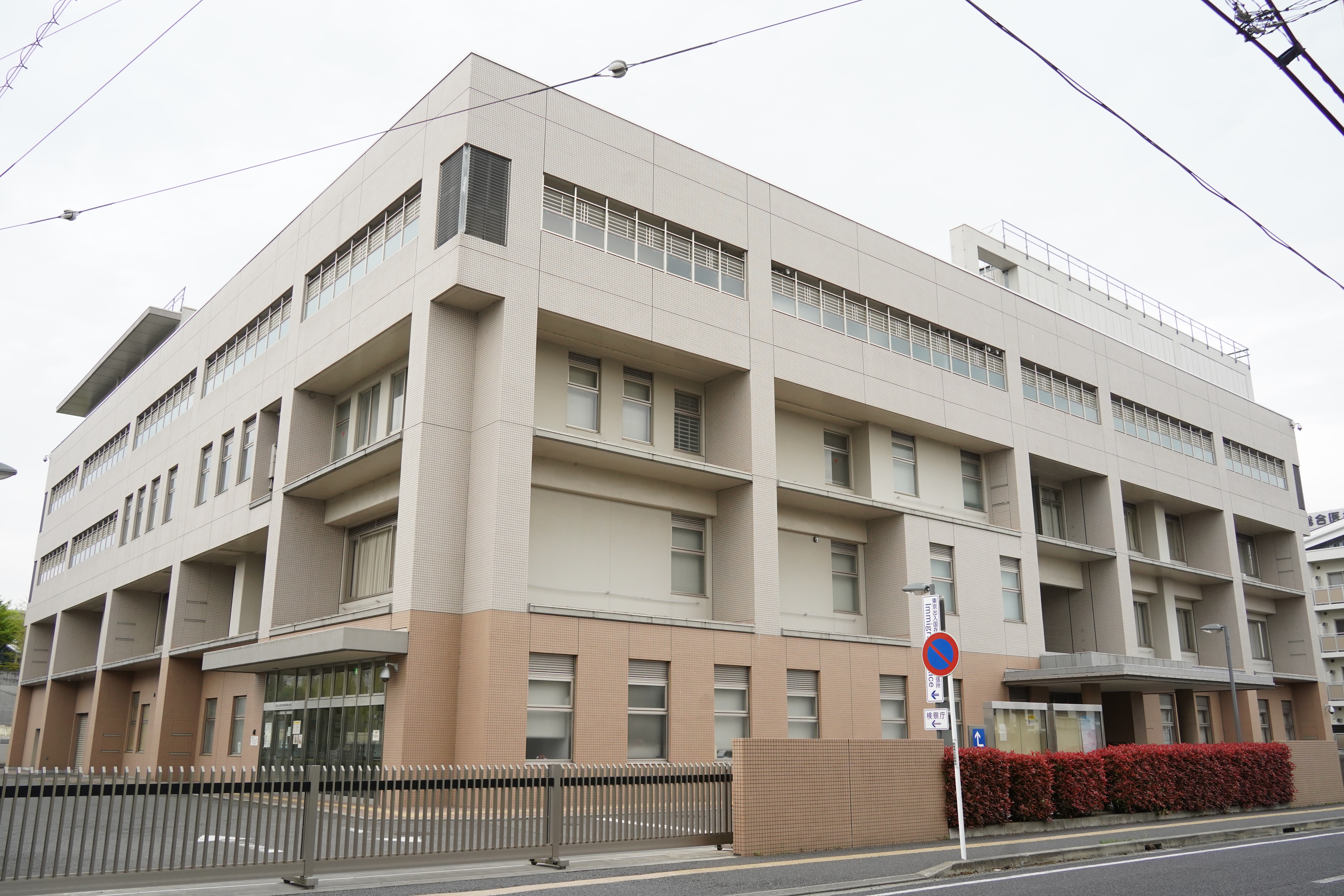
高崎支部
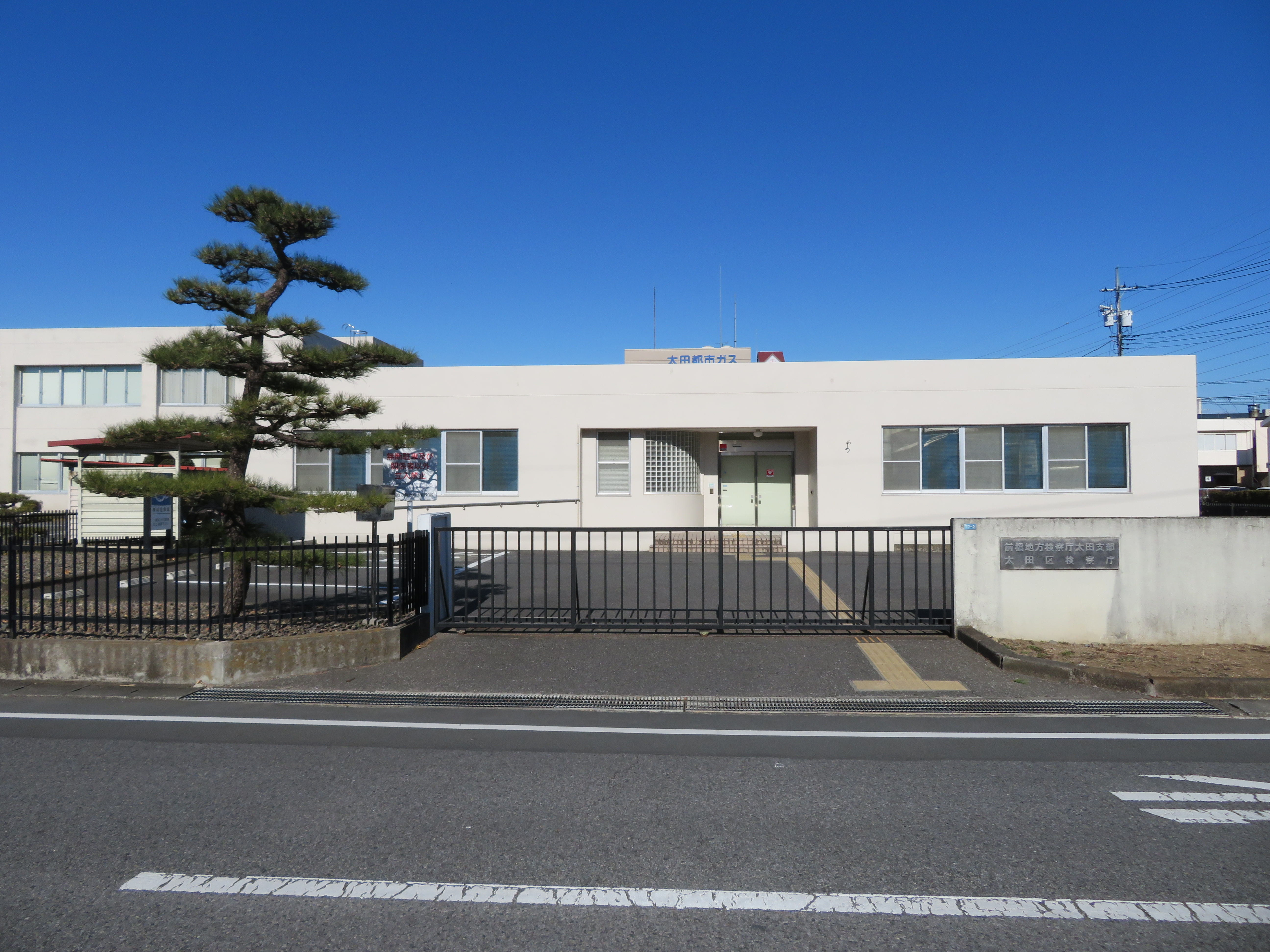
太田支部
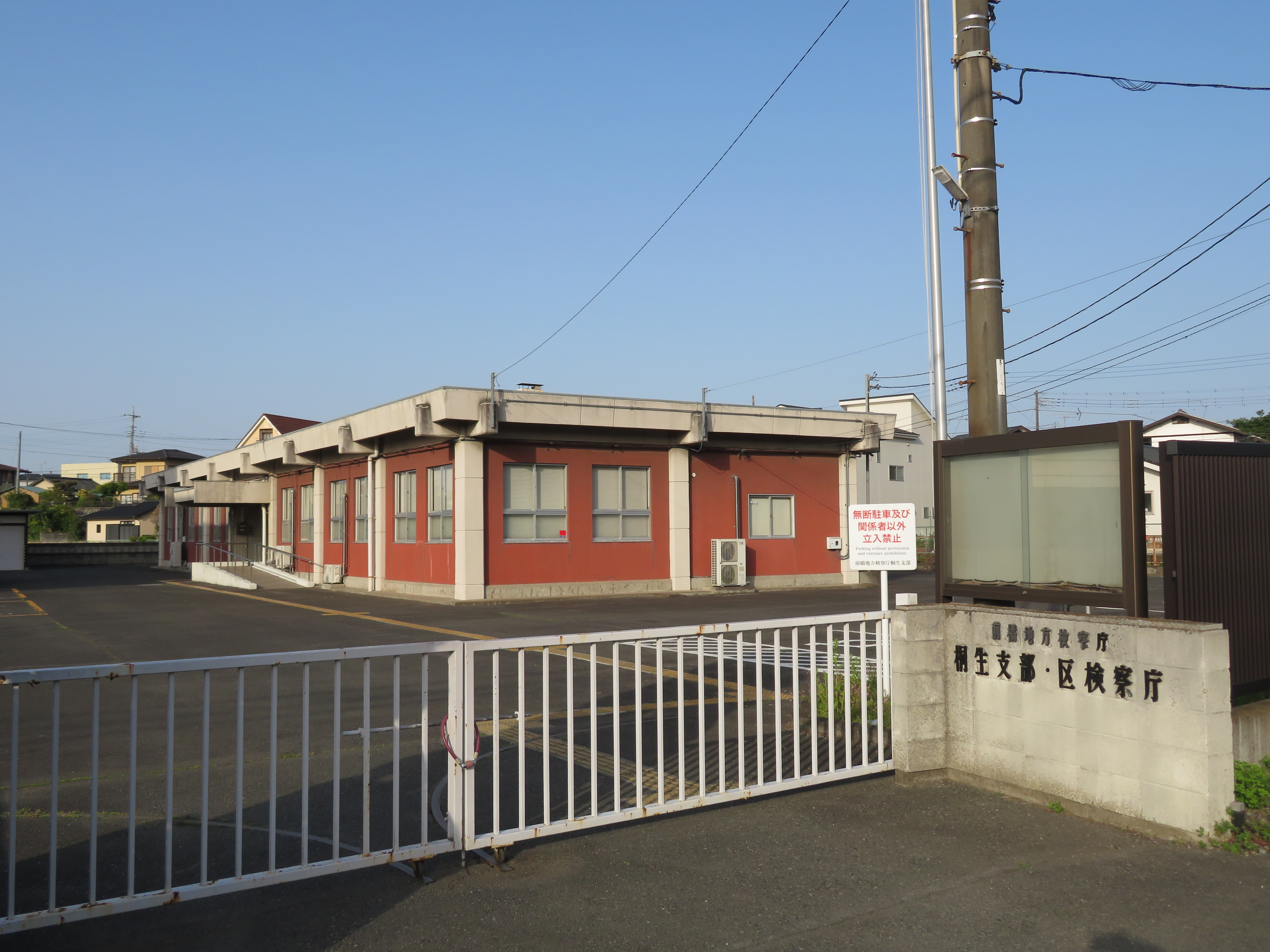
桐生支部
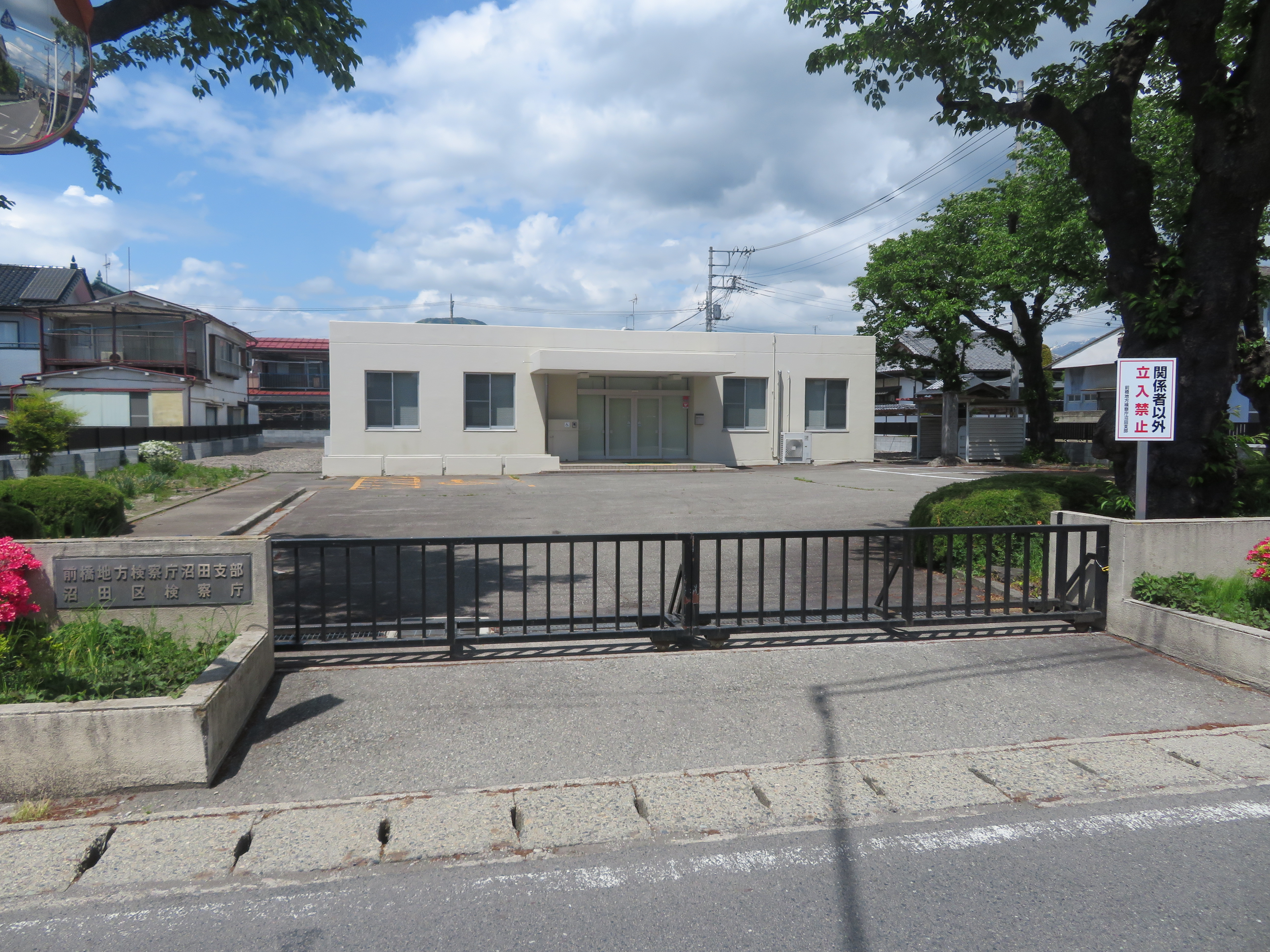
沼田支部

## 管轄

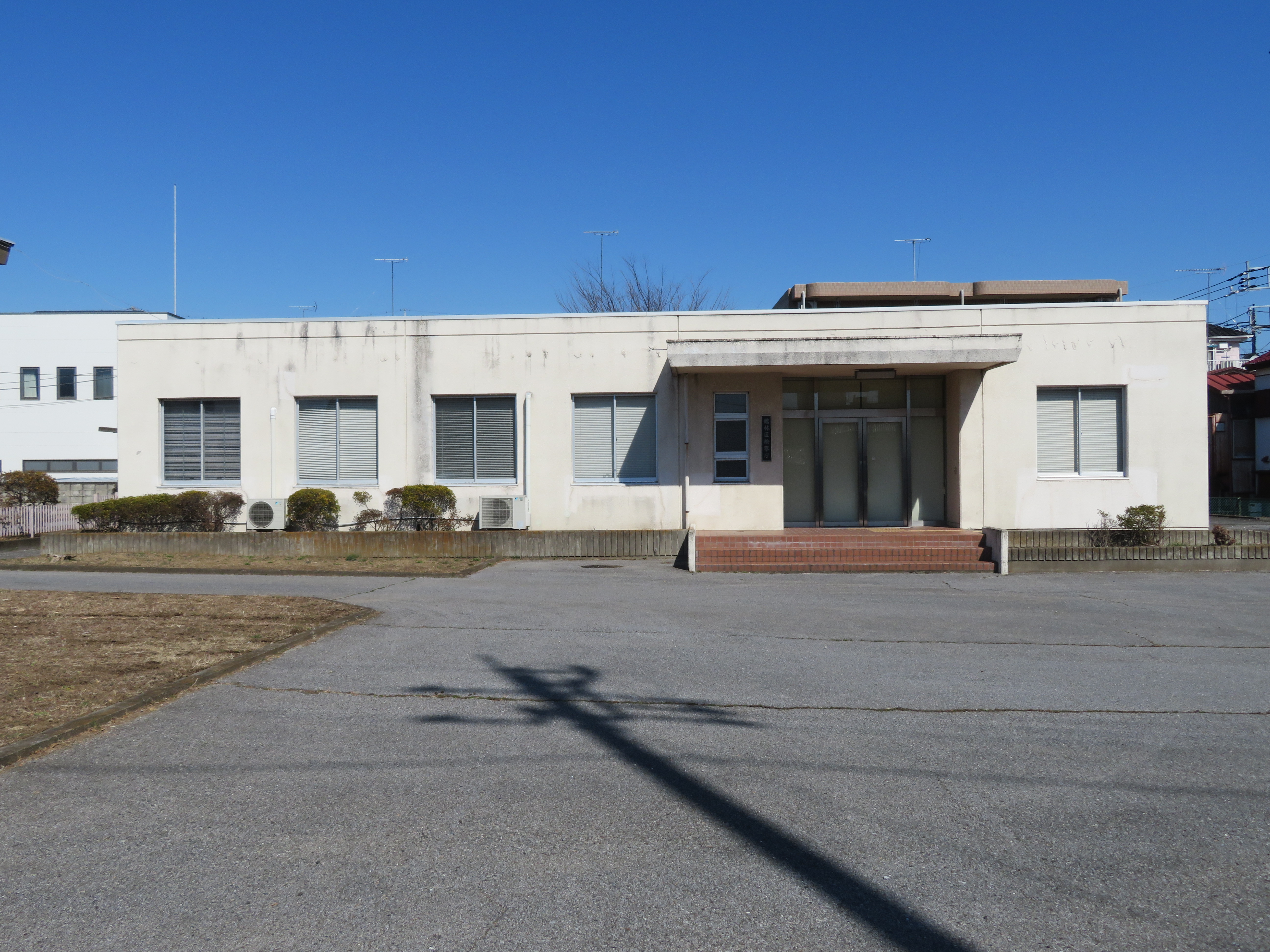
館林区検察庁（2021年）

- 本庁
  - 前橋区検察庁（前橋市・渋川市・北群馬郡）
  - 伊勢崎区検察庁（伊勢崎市・佐波郡）
  - 中之条区検察庁（吾妻郡）
- 高崎支部
  - 高崎区検察庁（高崎市・安中市）
  - 藤岡区検察庁（藤岡市・多野郡）
  - 群馬富岡区検察庁（富岡市・甘楽郡）
- 太田支部
  - 太田区検察庁（太田市）
  - 館林区検察庁（館林市・邑楽郡）
- 桐生支部
  - 桐生区検察庁（桐生市・みどり市）
- 沼田支部
  - 沼田区検察庁（沼田市・利根郡）

- 館林区検察庁（2021年）